# Auzouville-sur-Saâne
Auzouville-sur-Saâne è un comune francese di 155 abitanti situato nel dipartimento della Senna Marittima nella regione della Normandia.

## Società

### Evoluzione demografica
Abitanti censiti